# Moniage Guillaume
Le Moniage Guillaume est une chanson de geste du Cycle de Guillaume d'Orange.
Composée au XIIe siècle, elle est connue par deux versions en décasyllabes : l'une courte, en 950 vers ; l'autre longue, en 6 629 vers.

## Éditions
- Les Deux Rédactions en vers du Moniage Guillaume : chansons de geste du XIIe siècle publiées d'après tous les manuscrits connus  (trad. Wilhelm Cloetta (en), préf. Antoine Thomas), t. 1, Paris, Firmin Didot et Cie, 1906 (lire en ligne sur Gallica).
- Nelly Andrieux-Reix, Le Moniage Guillaume, Chanson de geste du XIIe siècle, Honoré Champion, Paris, 2003, 359 p., compte-rendu par William W. Kibler dans Revue belge de Philologie et d'Histoire, 2005, tome 83, fascicule 3, p. 1009-1011